# Паранормално явление
Паранормалното явление е феномен или опит, който е необясним от конвенционалните теории на науката. Паранормалните явления включват ясновидство, възприятие на екстрасенси, прераждане, призраци, пророчества, телекинеза, отдалечено виждане на събития, предчувствие и др.
Парапсихология е псевдонауката, която обединява различните проявления на паранормалните явления.

## Етимология
Терминът „паранормален“ е с английски произход и за пръв път се среща през 1920 г. Състои се от две части: para и normal, като всяко ненаучно обяснение, отвъд нормалното, бива наричано „пара“.

## Теория
Паранормалните явления се явяват опит за обяснение на нематериалния свят – като енергия, (нетрадиционни) измерения на реалността, паралелни светове (концепцията за отвъден свят) и др.

## Достоверност
Паранормалните явления нямат потвърдена достоверност, заради невъзможността да се отчетат обективно, да се повторят, да се изпълнят в затворена система и т.н. Използват се за шарлатанство.
Едно от обясненията за наличието на широко разпространената вяра в паранормалното гласи: Повечето от възприятията, оприличени като паранормалните явления, са получени от гледането на филми и четенето на книги. Всички филми на ужасите описват свръхестествени преживявания, които „оцветяват“ съзнанието на зрителите. Тези възприятия поставят под въпрос съществуването на такива явления, като ги категоризират като заблуда. Според проучване на OnePoll, 60% от американците признават, че са виждали призрак.
Британската фирма „Ултравайълет“, предлага застраховки от паранормални явления като нападение от призрак, вампир или чудовището от Лох Нес.
Ричард Докинс коментира работата на Ричард Уайзман (британски професор по обществена психология разобличаващ паранормалните науки като измама) така:
| „ | Cвръхестественото е емоционално привлекателно за хората. На тях много им ce иска странните, призрачните явления да ca истина... Уайзман ни предлага едно по-висше удоволствие – ловко разобличавайки шарлатаните, спекулиращи c паранормалното, той разпръсва мъглата на свръхестественото и дава път на ярката светлина на разума. | “ |